# Monda
Monda es un municipio español situado en la provincia de Málaga, Andalucía, en la comarca de la sierra de las Nieves. Ubicada a 427 metros de altitud, su término municipal tiene una superficie de 58 km² y su población es de 2697 habitantes.

## Historia
El hallazgo de hachas del neolítico en los campos cercanos al municipio; la existencia de un puente romano sobre el Arroyo de La Teja y una calzada romana en su proximidad, o la presencia en los cimientos del castillo de argamasa del tipo usado por los constructores romanos, hacen suponer que Monda ha sido desde muy antiguo lugar de asentamiento de sucesivas civilizaciones. 
Algunos historiadores sitúan aquí la célebre batalla de Munda entre Julio César y los hermanos Pompeyo. Lo que sí parece cierto es que con la entrada de los musulmanes a la península, las tierras que hoy configuran el municipio, se integraron en el sistema defensivo del Valle del Guadalhorce, mediante la construcción de su castillo.
Después de la reconquista de Málaga por las tropas cristianas, Monda queda dentro de su jurisdicción y es nombrado alcalde Bartolomé Sepúlveda, respetándose los bienes de los musulmanes en estas tierras, como mudéjares. Esta situación de coexistencia se mantuvo hasta que, tras la rebelión morisca, fueron expulsados en el siglo XVI, repartiéndose sus propiedades a los nuevos habitantes venidos principalmente de Castilla.

## Geografía humana

### Demografía
Cuenta con una población de 2981 habitantes (INE 2024).
| Gráfica de evolución demográfica de Monda entre 1842 y 2021                                                           |
| |
| Población de derecho según los censos de población del INE. Población de hecho según los censos de población del INE. |

### Economía

#### Evolución de la deuda viva municipal
| Gráfica de evolución de Deuda viva del Ayuntamiento de Monda entre 2008 y 2019                                |
| |
| Deuda viva del Ayuntamiento de Monda en miles de Euros según datos del Ministerio de Hacienda y Ad. Públicas. |

## Monumentos y lugares de interés

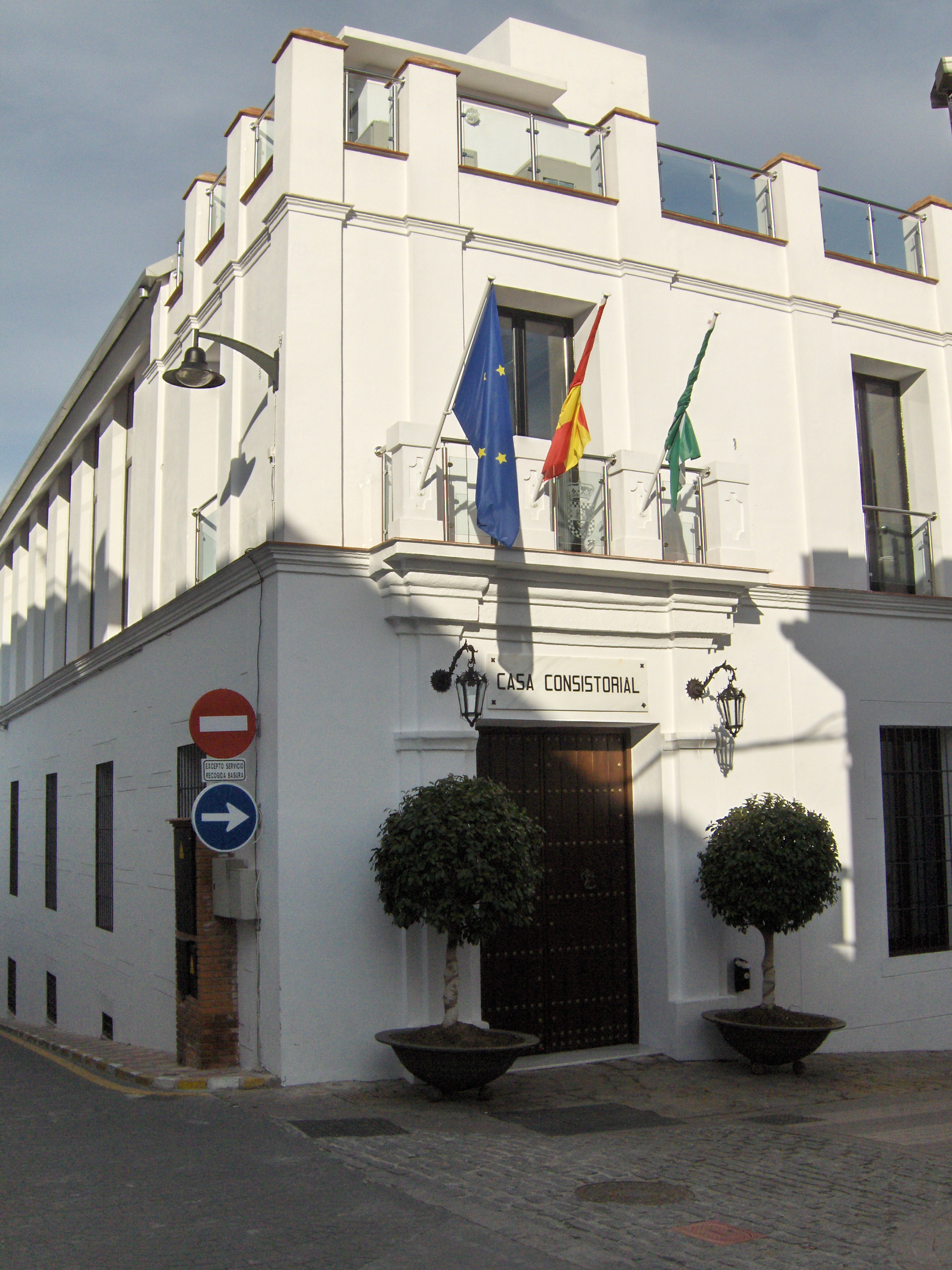
Ayuntamiento de Monda.

Entre los monumentos de Monda destacan los siguientes:
- Cueva Santa, destino común entre los distintos grupos senderistas por el recorrido que ofrece. Además, en su interior posee una gran cantidad de estalactitas y estalagmitas.
- Castillo de origen árabe, que en la actualidad es un hotel, hotel Castillo de Monda.
- Monumento del calvario.
- Fuente de la Jaula (su verdadero nombre era La Jaura o "Al-Xaura") que antiguamente se utilizaba como lavadero.
- Iglesia de Santiago Apóstol, construida sobre un oratorio árabe en el siglo XVI y reedificada en el siglo XVII.
- Numerosas fuentes que abastecen al pueblo (fuentes de La Villa, La Esquina, Mea-Mea, La Jaura, Los Morales, ...)
- Monumento al carbonero en la plaza de la ermita.
- Calzada romana y puente romano.
- Ermita de San Roque, en el paraje de Alpujata.
- Casa Museo Mari Gloria Tapia.

Museos y biblioteca
- Casa Museo Marigloria
- Sala de exposiciones Bóvedas
- Biblioteca pública municipal y Casa de la Cultura

## Eventos culturales
- Semana Santa
- Día de la sopa mondeña
- Festival Flamenco Villa de Monda
- Monda cultural
- Certamen de Danza Villa de Monda
- Día del Carbonero
- Encuentro de Pastorales
- Feria en Honor de San Roque, Patrón de Monda.

## Artesanía
Los artículos de esparto, cerámica y forja tradicional y artística son gratamente conocidos y reconocidos en la provincia de Málaga, siendo exportados a toda ésta.

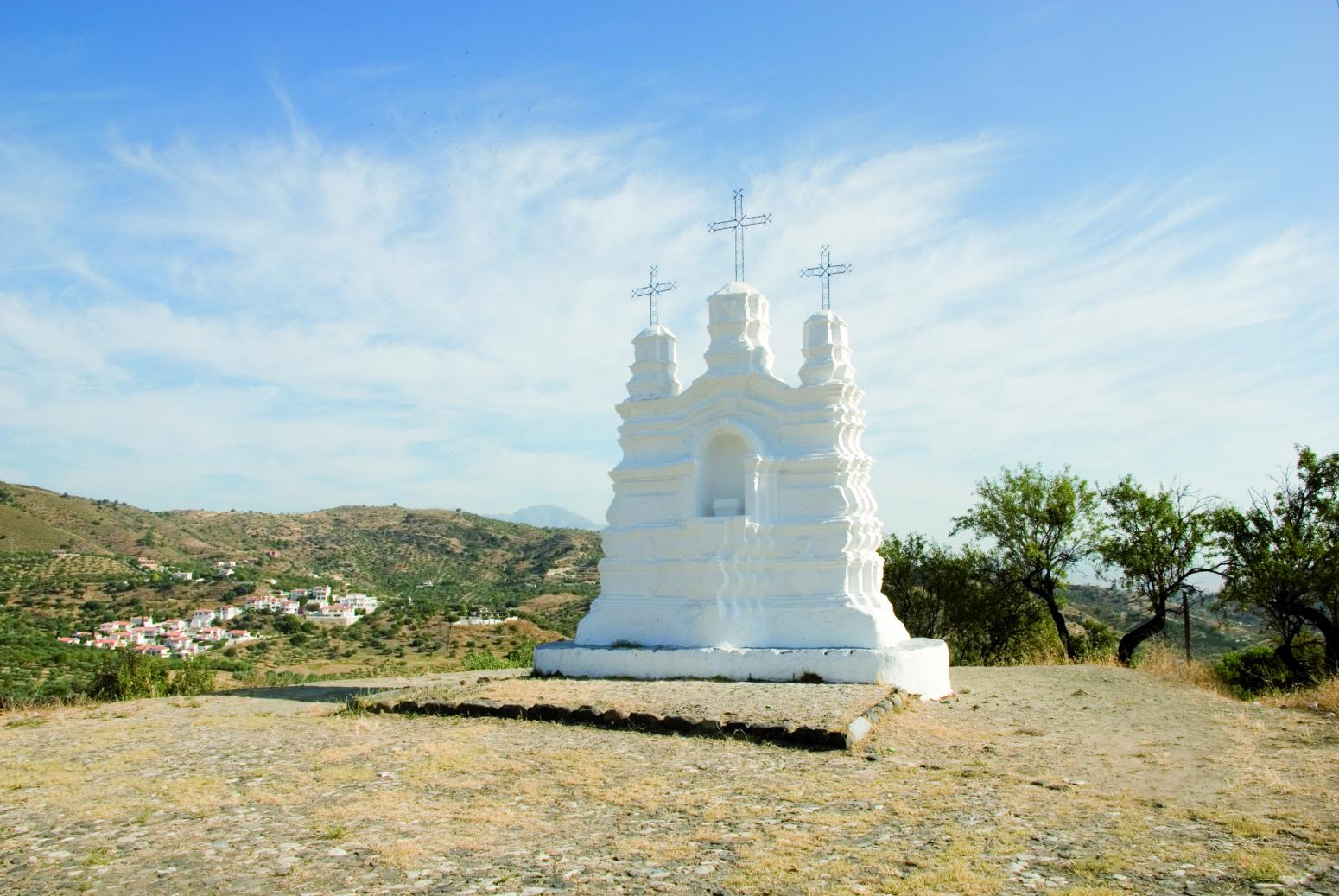
Altar-Calvario de Monda

## Gastronomía
Los platos típicos de Monda son: la sopa mondeña, las aceitunas aloreñas, el gazpacho, los roscos de vino y el chorizo y la morcilla.